# Nahua
Nahua är en indianfolkgrupp bosatt i Mexiko och Centralamerika. De talar språket nahuatl. Enligt Mexikos folkräkning 2020 fanns det 1 651 958 människor som talade nahuatl. Mexikos folkräkning kategoriserar inte människor per etnisk grupp utan per språk som de talar.
Nahuafolket ska ha haft sitt ursprung i vad som idag är sydvästra USA och nordvästra Mexiko. De skildes från andra utoaztekiska folk och migrerade in i centrala Mexiko omkring 500 e.Kr. De bosatte sig i Valle de México och blev en stormakt i området. Några viktiga mesoamerikanska civilisationer var av nahuansk etnicitet, som exempelvis aztekerna.
Omkring 95 % av nahua är kristna medan 2 % följer animism.